# Cantón de Louviers-Norte
El cantón de Louviers-Norte era una división administrativa francesa, que estaba situada en el departamento de Eure y la región de Alta Normandía.

## Composición
El cantón estaba formado por seis comunas, más una fracción de la comuna que le daba su nombre:
- Andé
- Heudebouville
- Incarville
- Louviers (fracción)
- Saint-Étienne-du-Vauvray
- Saint-Pierre-du-Vauvray
- Vironvay

## Supresión del cantón de Louviers-Norte
En aplicación del Decreto nº 2014-241 de 25 de febrero de 2014, el cantón de Louviers-Norte fue suprimido el 22 de marzo de 2015 y sus 7 comunas pasaron a formar parte del nuevo cantón de Louviers.